# Jorge Gerard
Jorge Gerard (San Salvador) es un ingeniero químico argentino, que ocupa el cargo de secretario de Ciencia y Técnica de la provincia de Entre Ríos. Antes fue Rector de la Universidad Nacional de Entre Ríos.

## Biografía
Gerard se graduó como ingeniero químico egresado de la Universidad Nacional del Litoral (UNL). Desde 1978 se desempeñó como profesor titular de Fisicoquímica en la Facultad de Ciencias de la Alimentación (UNER) de la Universidad Nacional de Entre Ríos hasta su jubilación. Entre 2006 y 2010 fue profesor titular de Termodinámica en la Facultad Regional Concordia de la Universidad Tecnológica Nacional. Además de la docencia realizó investigaciones en el área de la fisicoquímica de los alimentos.
En 2010 fue elegido Rector de la Universidad Nacional de Entre Ríos, cargo para el que sería reelecto en 2014, terminando su mandato en 2018.
En diciembre de 2019 fue nombrado secretario de Ciencia y Tecnología de la provincia de Entre Ríos por el gobernador Gustavo Bordet.